# قارچ عروس روبنددار
قارچ عروس روبنددار(نام علمی: Phallus indusiatus)یک قارچ در خانواده گندوقارچان است. این قارچ در جنوب آسیا، آفریقا، آمریکا شمالی و جنوبی، استرالیا یافت می‌شود.

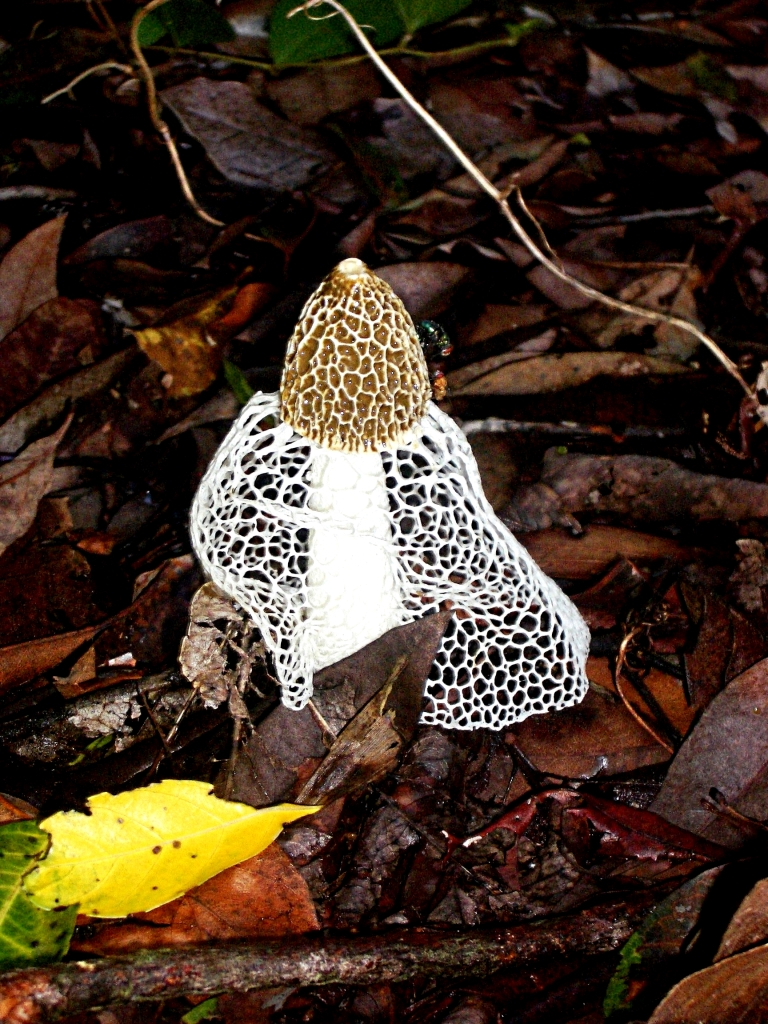